# Седов, Михаил Герасимович
Михаи́л Гера́симович Седо́в (12 ноября 1912, Ливенский уезд, Орловская губерния — 5 ноября 1991, Москва) ― советский историк, доктор исторических наук (1968), профессор (1970).

## Биография
Михаил Седов родился 21 ноября 1912 года в деревне Ефимовка Ливенского уезда Орловской губернии в крестьянской семье.
В 1933 году он окончил Воронежский педагогический институт. В 1936 году — аспирантуру исторического факультета Московского института философии, литературы и истории. Научным руководителем у него был С. А. Пионтковский. После ареста Пионтковского в 1936 году научным руководителем стал Ю. В. Готье.
В июне 1936 года Седов защитил кандидатскую диссертацию по теме «В. Ф. Кречетов и раннее просветительство». Занимался историей русской общественной мысли XIX века, эта тема стала предметом его научных исследований на всю жизнь.
С 1937 по лето 1941 год работал доцентом на истфаке МИФЛИ. По совместительству преподавал в Московском историко-архивном институте. Одновременно с 1938 находился на комсомольской работе: был секретарём Московского горкома ВЛКСМ, заведующим отделом пропаганды ЦК ВЛКСМ. В 1939 году вступил в ВКП(б). В апреле 1940 года в ходе «чистки» был исключен из ЦК ВЛКСМ и из партии.
Участвовал в Великой Отечественной войне, однако в феврале 1942 года был демобилизован. После этого начал работать на историческом факультете МГУ.
В августе 1943 года был арестован по обвинению в участии в антисоветской группе, приговорен к 10 годам лишения свободы. После освобождения в августе 1953 года остался работать на шахте в Инте. В 1955 году полностью реабилитирован и восстановлен в КПСС.
С 1955 года работал на кафедре истории СССР периода капитализма исторического факультета МГУ. В 1968 году защитил докторскую диссертацию, в 1970 году ему присвоено звание профессора.
Седов был признанным специалистом в области истории русского революционного народничества.
Михаил Герасимович Седов умер 5 ноября 1991 года в Москве, похоронен на Троекуровском кладбище.